# Bruno Gomes
Bruno Gomes da Silva Clevelário (ur. 4 kwietnia 2001 w Rio de Janeiro) – brazylijski piłkarz pochodzenia włoskiego występujący na pozycji defensywnego lub środkowego pomocnika, od 2024 roku zawodnik Internacionalu.